# The Clouds of Northland Thunder
The Clouds of Northland Thunder (рус. Тучи северного грома) — второй студийный альбом финской симфо-пауэр-метал-группы Amberian Dawn, выпущенный 13 мая 2009.
Композиции с этого альбома, как и с предыдущего стали доступны для загрузки на сервисе Rock Band Network.
На песню "He Sleeps in a Grove" был снят видеоклип.

## Список композиций
| №   | Название               | Длительность |
| --- | ---------------------- | ------------ |
| 1.  | «He Sleeps in a Grove» | 3:20         |
| 2.  | «Incubus»              | 5:03         |
| 3.  | «Kokko- Eagle of Fire» | 3:17         |
| 4.  | «Willow of Tears»      | 4:10         |
| 5.  | «Shallow Waters»       | 3:38         |
| 6.  | «Lost Soul»            | 3:43         |
| 7.  | «Sons of Seven Stars»  | 3:43         |
| 8.  | «Saga»                 | 4:06         |
| 9.  | «Snowmaiden»           | 3:45         |
| 10. | «Lionheart»            | 3:43         |
| 11. | «Morning Star»         | 4:36         |
| 12. | «Birth of the Harp»    | 4:06         |

| №   | Название                        | Длительность |
| --- | ------------------------------- | ------------ |
| 13. | «The Omen» (в японском издании) | 3:33         |

## Участники записи

### Основной состав
- Heidi Parviainen — вокал
- Tuomas Seppälä — гитара и клавишные
- Kasperi Heikkinen — гитара
- Tom Joens — бас-гитара
- Joonas Pykälä-aho — ударные

### Приглашённые участники
- Peter James Goodman — вокал в "Incubus"